# Ајрон Ривер (Висконсин)
Ајрон Ривер (енгл. Iron River) насељено је место без административног статуса у америчкој савезној држави Висконсин.

## Демографија
По попису из 2010. године број становника је 761.
| Група             | 2000.    | 2010.       |
| Белци             | 0 (0,0%) | 712 (93,6%) |
| Афроамериканци    | 0 (0,0%) | 1 (0,1%)    |
| Азијати           | 0 (0,0%) | 1 (0,1%)    |
| Хиспаноамериканци | 0 (0,0%) | 6 (0,8%)    |
| Укупно            | 0        | 761         |